# Francesco Cornaro, iuniore
Pour les articles homonymes, voir Cornaro.
Francesco Cornaro iuniore (né en 1547 à Venise, Italie, alors dans la République de Venise, et mort le 23 avril 1598 à Rome) est un cardinal italien de la fin du XVIe siècle.
Il est le frère de Giovanni Ier Cornaro, doge de Venise, le neveu des cardinaux Federico Cornaro, seniore, O.S.Io.Hieros. (1585) et  Luigi Cornaro (1551), l'oncle du cardinal Federico Cornaro, iuniore (1626). D'autres cardinaux de la famille Cornaro sont Marco Cornaro (1500), Francesco Cornaro, seniore (1527), Andrea Cornaro (1544), Giorgio Cornaro (1697) et Giovanni Cornaro (1778).

## Biographie
Francesco Cornaro étudie à l'université de Padoue et est abbé commendataire de S. Bona di Vidor à Trevignano. En 1577, il est nommé évêque de Trévise. Cornaro est aussi clerc à la Chambre apostolique et gouverneur de Civitavecchia.
Cornaro est créé cardinal par le pape Clément VIII lors du consistoire du 5 juin 1596.